# World Badminton Grand Prix 1986 (Finale)
Das Finale des World Badminton Grand Prix 1986 fand vom 16. bis zum 21. Dezember 1986 in Kuala Lumpur, Malaysia, statt. Es war der Abschlusswettkampf der Grand-Prix-Serie der abgelaufenen Saison. Das Preisgeld betrug umgerechnet 151.050 US-Dollar.

## Finalresultate
| Disziplin    | Sieger                          | Finalist                             | Ergebnis           |
| ------------ | ------------------------------- | ------------------------------------ | ------------------ |
| Herreneinzel | Yang Yang                       | Morten Frost                         | 18:13, 15:8        |
| Dameneinzel  | Li Lingwei                      | Han Aiping                           | 11:5, 11:3         |
| Herrendoppel | Jalani Sidek Razif Sidek        | Hadibowo Eddy Hartono                | 10:15, 15:5, 18:13 |
| Damendoppel  | Hwang Hye-young Chung Myung-hee | Verawaty Wiharjo Ivanna Lie          | 15:10, 15:6        |
| Mixed        | Nigel Tier Gillian Gowers       | Thomas Kihlström Christine Magnusson | 8:15, 15:4, 15:8   |